# Перелік пам'яток культурної спадщини, що не підлягають приватизації (Чернігівська область)
В Чернігівській області до переліку пам'яток культурної спадщини, що не підлягають приватизації, внесено 61 об'єктів культурної спадщини України.

## Чернігівська міська рада
| Найменування пам'ятки                              | Час створення                 | Місце розташування                      | Охоронний номер |
| -------------------------------------------------- | ----------------------------- | --------------------------------------- | --------------- |
| Собор Спаса Преображення Господнього               | 1036 рік                      | м. Чернігів, Вал                        | 811/3427        |
| Собор Святих Бориса та Гліба                       | 1120-1123 роки                | м. Чернігів, Вал                        | 812             |
| Будинок полкової канцелярії                        | кінець XVII сторіччя          | м. Чернігів, Вал                        | 814/3434        |
| Садибний будинок                                   | 1906 рік                      | м. Чернігів, вул. Хлібопекарська, 10    | 1-Чг[джерело?]  |
| Будинок губернатора                                | 1821 рік                      | м. Чернігів, вул. Гонча, 4              | 820/3445        |
| Будівля поштової станції губернського казначейства | XVIII-XIX сторіччя            | м. Чернігів, вул. Гонча, 8              | 3-Чг            |
| Церква Святої Катерини                             | XVIII сторіччя                | м. Чернігів, просп. Миру, 6а            | 816             |
| Будинок архієпископа                               | 1780 рік                      | м. Чернігів, вул. Мстиславська, 2       | 821/3444        |
| Церква Святої Параскеви П'ятниці                   | XII сторіччя                  | м. Чернігів, вул. Гетьмана Полуботка, 3 | 815             |
| Будівля колегіуму                                  | кінець XVI сторіччя, 1702 рік | м. Чернігів, вул. Преображенська, 1     | 813             |
| Комплекс споруд Єлецького монастиря:               | XI-XVII сторіччя              | м. Чернігів, вул. Князя Чорного, 1      | 817             |
| собор Успіння Пресвятої Богородиці                 | XII-XVII сторіччя             | м. Чернігів, вул. Князя Чорного, 1      | 817/1           |
| дзвіниця                                           | кінець XVII сторіччя          | м. Чернігів, вул. Князя Чорного, 1      | 817/2           |
| келії північні                                     | XVII сторіччя                 | м. Чернігів, вул. Князя Чорного, 1      | 817/3           |
| келії східні                                       | XVII сторіччя                 | м. Чернігів, вул. Князя Чорного, 1      | 817/4           |
| келії південно-західні                             | XVII сторіччя                 | м. Чернігів, вул. Князя Чорного, 1      | 817/5           |
| мури та брами                                      | XVII сторіччя                 | м. Чернігів, вул. Князя Чорного, 1      | 817/6           |
| Комплекс споруд монастиря Святого Іллі Пророка:    | XI-XVIII сторіччя             | м. Чернігів, вул. Іллінська, 33         | 818             |
| церква Святого Іллі Пророка                        | 1069 рік                      | м. Чернігів, вул. Іллінська, 33         | 818/1           |
| дзвіниця                                           | 1910 рік                      | м. Чернігів, вул. Іллінська, 33         | 818/2           |
| печери та підземні споруди                         | XI-XVIII сторіччя             | м. Чернігів, вул. Іллінська, 33         | 818/3           |
| Комплекс споруд монастиря Святої Трійці:           | XVII-XVIII сторіччя           | м. Чернігів, вул. Л. Толстого, 92е      | 819             |
| собор Святої Трійці                                | 1679-1695 роки                | м. Чернігів, вул. Л. Толстого, 92е      | 819/1           |
| дзвіниця                                           | 1774-1775 роки                | м. Чернігів, вул. Л. Толстого, 92е      | 819/2           |
| церква Введення у храм Ісуса Христа                | 1677 рік                      | м. Чернігів, вул. Л. Толстого, 92е      | 819/3           |
| келії північно- східні та пекарня                  | 1677 рік                      | м. Чернігів, вул. Л. Толстого, 92е      | 819/4           |
| келії південні                                     | 1677 рік                      | м. Чернігів, вул. Л. Толстого, 92е      | 819/5           |
| келії південно- західні                            | 70-ті роки XVIII сторіччя     | м. Чернігів, вул. Л. Толстого, 92е      | 819/6           |
| будинок архієрея                                   | 70-ті роки XVIII сторіччя     | м. Чернігів, вул. Л. Толстого, 92е      | 819/7           |
| брама Святого Іллі Пророка                         | XVII сторіччя                 | м. Чернігів, вул. Л. Толстого, 92е      | 819/8           |
| мури з брамами та баштами                          | XVII сторіччя                 | м. Чернігів, вул. Л. Толстого, 92е      | 819/9           |

## Бахмацький район
| Найменування пам'ятки      | Час створення | Місце розташування                          | Охоронний номер |
| -------------------------- | ------------- | ------------------------------------------- | --------------- |
| Палац Кирила Розумовського | 1799-1803     | смт Батурин, вул. Набережна, 1              | 837/237         |
| Будинок Кочубея            | XVII-XIX      | смт Батурин, вул. Гетьманська, 70[джерело?] | 1770/240        |

## Ічнянський район
| Садиба «Качанівка»:            | XVIII-XIX сторіччя        | с-ще Качанівка  | 842       |
| палац                          | 1770 рік                  | с-ще Качанівка  | 842/1/634 |
| флігель північний              | 1770-1824 роки            | с-ще Качанівка  | 842/2     |
| флігель південний              | 1770-1824 роки            | с-ще Качанівка  | 842/3     |
| вежа                           | 1866 рік                  | с-ще Качанівка  | 842/4     |
| служби                         | 1830-ті роки XIX сторіччя | с-ще Качанівка  | 842/5     |
| служби                         | 1830-ті роки XIX сторіччя | с-ще Качанівка  | 842/6     |
| павільйон М. Глінки            | 1830-ті роки XIX сторіччя | с-ще Качанівка  | 842/7     |
| церква Святого Георгія         | 1828 рік                  | с-ще Качанівка  | 842/8     |
| будівля господарська           | кінець XIX сторіччя       | с-ще Качанівка  | 842/9     |
| парк                           | XVIII-XIX сторіччя        | с-ще Качанівка  | 842/10    |
| корпус N 3 (бібліотека)        | кінець XIX сторіччя       | с-ще Качанівка  | 30-Чг/11  |
| корпус N 2 (будинок приїжджих) | кінець XIX сторіччя       | с-ще Качанівка  | 31-Чг/12  |
| будинок садівника              | початок XX сторіччя       | с-ще Качанівка  | 32-Чг/13  |
| сарай для карет                | кінець XIX сторіччя       | с-ще Качанівка  | 33-Чг/14  |
| будинок управителя             | XIX сторіччя              | с-ще Качанівка  | 34-Чг/15  |
| Дендропарк (Тростянець)        | 1834 рік                  | с-ще Тростянець | 861       |

## Козелецький район
| Будинок полкової канцелярії         | 1740-1760 роки | смт Козелець, вул. Свято-Преображенська, 3 | 844/783   |
| Комплекс споруд садиби «Покорщина»: | XVIII сторіччя | смт Козелець, вул. Розумовських, 41        | 846/0     |
| будинок головний                    | XVIII сторіччя | смт Козелець, вул. Розумовських, 41        | 846/1     |
| кам'яниця                           | XVIII сторіччя | смт Козелець, вул. Розумовських, 41        | 846/2/666 |

## Коропський район
| Палац О. Рум'янцева-Задунайського | 1787 рік | с. Вишеньки | 856/883 |

## Ніжинський район
| Лавки | 1790 рік | м. Ніжин, вул. М. Гоголя, 10, 12 | 830/5 |

## Ріпкинський район
| Кам'яниця Полуботка | 1811-1817 роки | смт Любеч | 862 |

## Срібнянський район
| Будинок садибний | 1825-1832 роки | смт Дігтярі  | 858/2865   |
| Палац            | 1824-1831 роки | с. Сокиринці | 860/1/2881 |

## Чернігівський район
| Кам'яниця | 1690 рік | смт Седнів | 863/1 |